# عمق بلكسر (رخية)
'

تعديل مصدري - تعديل

عمق بلكسر هي إحدى قرى عزلة رخية بمديرية رخية التابعة لمحافظة حضرموت، بلغ تعداد سكانها 91 نسمة حسب تعداد اليمن لعام 2004.